# Главиница (средновековен град)
Вижте пояснителната страница за други значения на Главиница.
Главиница или Главеница (на средногръцки: Γλαβήνιτζα, Κεφαλληνία) е средновековен град, който е бил разположен в днешна Южна Албания. Споменат е в „Краткото житие“ на Климент Охридски като едно от трите места за почивка, предоставени от българския княз Борис I на Климент Охридски.

## Местоположение
Знае се, че градът е попадал в историческата област Кутмичевица, но точното му местоположение е неизвестно. Повечето съвременни учени приемат, че градът се е намирал на мястото на днешния град Балши, където през 1918 г. Австрийската армия открива колона с надпис, свидетелстващ за покръстването на българите по време на управлението на княз Борис. В „Краткото житие“ на Климент Охридски се споменава, че той е оставил такива паметници около Кефалиния, които в началото на 13 век все още можели да се видят около града.
Според други предположения, градът се е намирал в близост до град Вльора.
Главеница е център на една от главните епархии на Охридската архиепископия, включваща и крепостта Канина.